# Agulo
Agulo est une commune de la province de Santa Cruz de Tenerife dans la communauté autonome des Îles Canaries en Espagne. Elle est située au nord de l'île de La Gomera. Le village d'Agulo a été fondé le 27 septembre 1607.

## Géographie

### Localisation

Localisation de l'île de La Gomera dans les Îles Canaries.
Localisation d'Agulo dans l'île de La Gomera.

|              | Océan Atlantique |          |
| Vallehermoso | Agulo            | Hermigua |
|              | Vallehermoso     |          |

### Villages de la commune
(Nombre d'habitants en 2007)
- Agulo (700)
- La Palmita (43)
- La Vega (76)
- Las Rosas (63)
- Lepe (17)
- Cruz de Tierno (67)
- Juego de Bolas (25)
- Meriga (33)
- Pajar de Bento (102)
- Pjedra Gorda (9)
- Serpa (39)

## Démographie
| Année | Population | Densité     |
| ----- | ---------- | ----------- |
| 1991  | 1.115      | 43,91 h/km² |
| 1996  | 1.157      | 45,57 h/km² |
| 2001  | 1.127      | 44,39 h/km² |
| 2004  | 1.221      | 48,09 h/km² |
| 2006  | 1.166      | 45,92 h/km² |
| 2007  | 1.174      | 46,24 h/km² |
| 2009  | 1.200      | 47,26 h/km² |

## Patrimoine

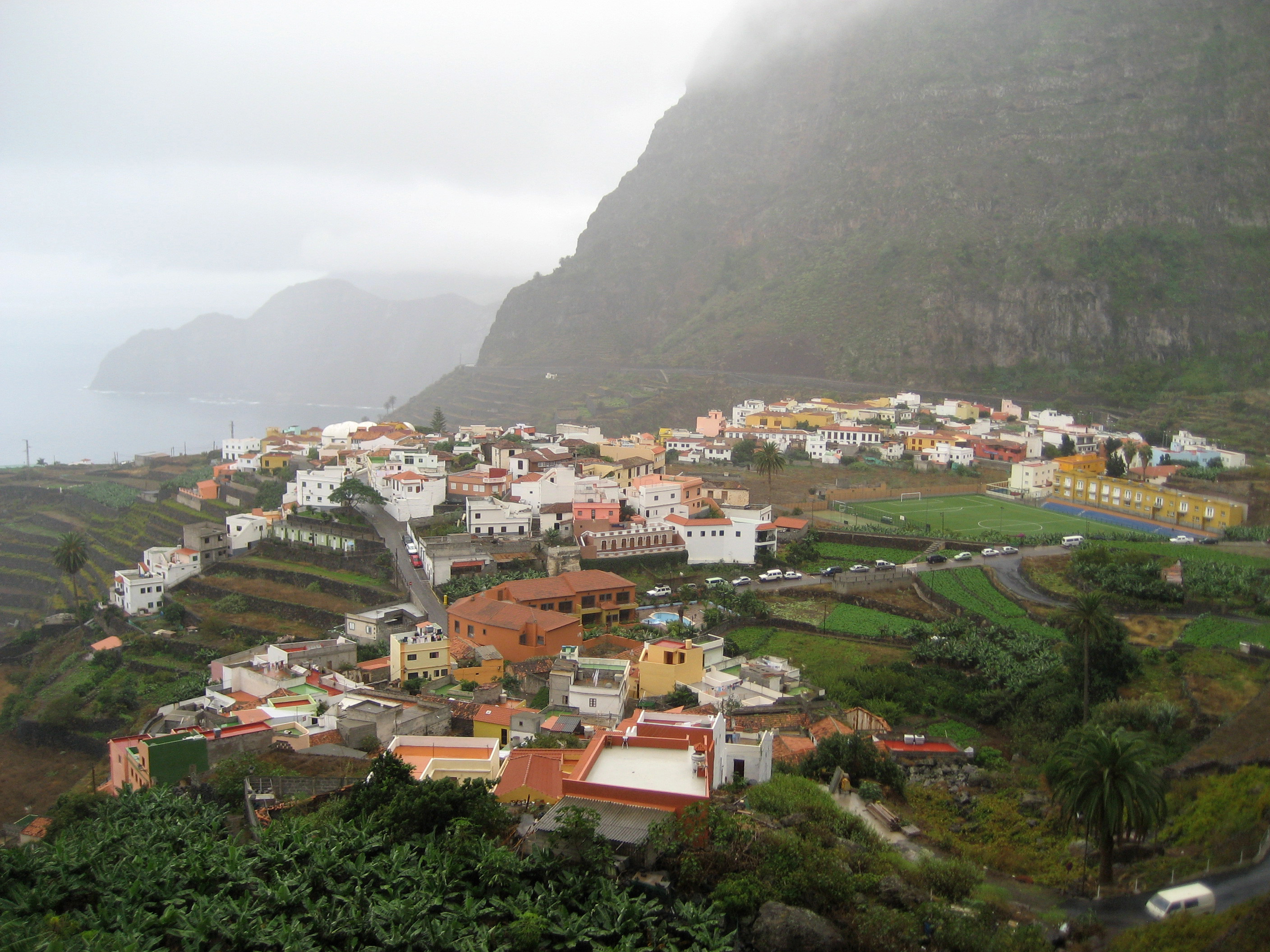
Agulo.
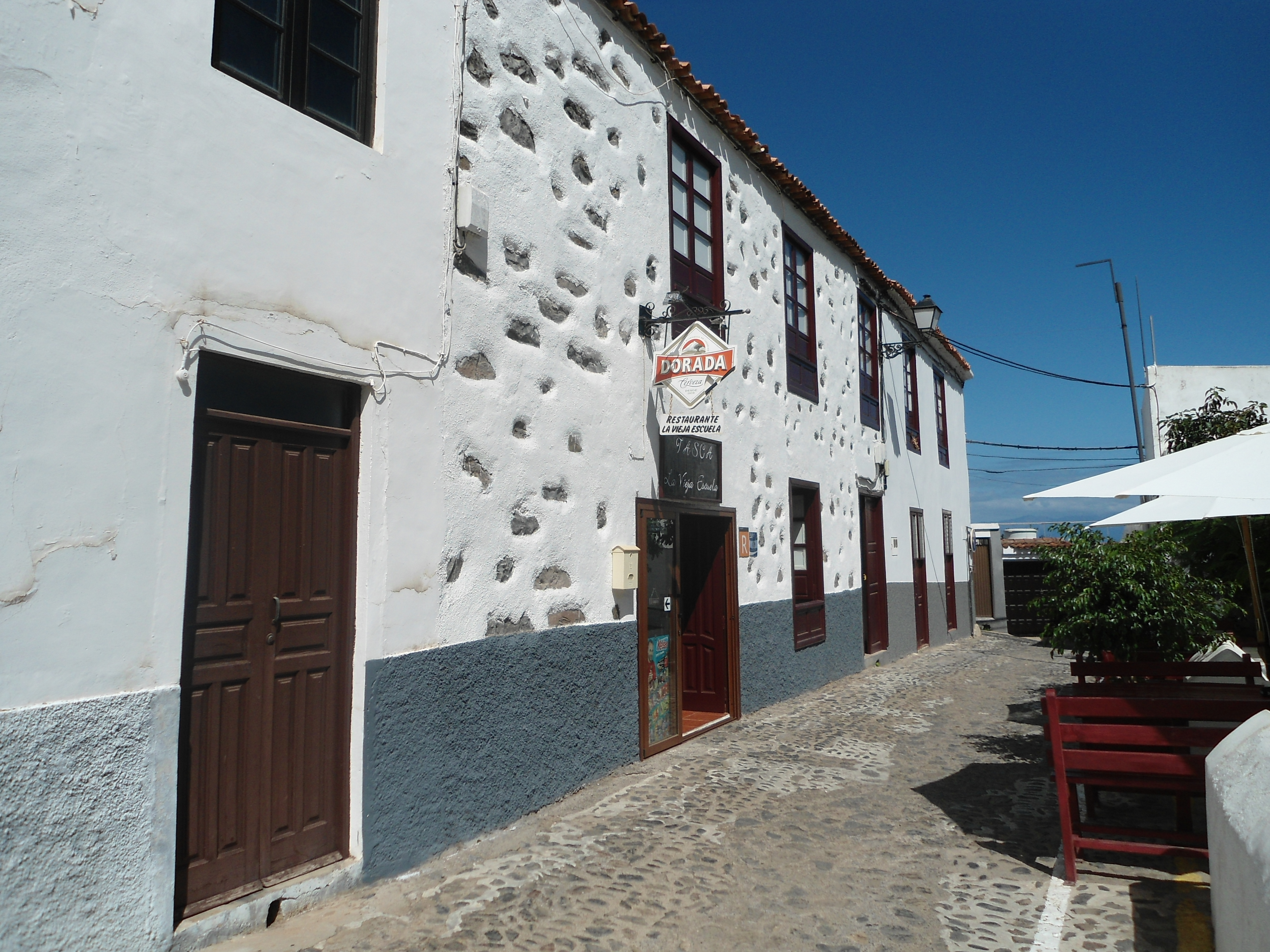
Agulo.